# Karnak
Tempeljski kompleks Karnak, znan kot Karnak, sestavlja veliko propadlih templjev, kapel, stebrov in drugih zgradb. Gradnja se je začela, ko je vladal Senusret I. v srednjem kraljestvu in se nadaljevala do ptolemajskega obdobja. Večina ohranjenih stavb je iz novega kraljestva. Območje okrog Karnaka je bilo egipčanski ipet-isut ("najizbranejši kraj") in glavni kraj čaščenja 18. dinastije tebanske triade (skupino so sestavljali Amon, žena Mut in njun sin Honsu) z bogom Amonom kot glavnim. Je del monumentalnega mesta Tebe. Kompleks Karnak daje svoje ime tudi bližnji in delno obkroženi današnji vasici Karnak, ki leži 2,5 km  severno od Luksorja.
Tempelj je že od leta 1979 skupaj s templjem iz Luksorja in nekropolo v Tebah na seznamu Unescove svetovne dediščine.[1] 

## Pregled
Kompleks je velik muzej na prostem in drugo največje starodavno versko mesto na svetu za templjem Angkor Vat v Kambodži. Je drugo najbolj obiskano zgodovinsko mesto v Egiptu, prvo je nekropola v Gizi. Sestavljajo ga štirje glavni deli, za obiskovalce pa je odprt samo največji. Karnak je pogosto razumljen le kot območje Amon-Raja, ker je to edini del, ki ga večina obiskovalcev vidi. Preostali trije deli, Mutino območje (150 x 156 metrov, skupna površina 2,34 ha), Montujevo območje (9,2 ha) in tempelj Amenhotepa IV. so zaprti za javnost. Je še nekaj manjših templjev in svetišč, povezanih z Mut ali Amon-Rajem, ter tempelj v Luksorju.
Mutino območje je zelo staro, namenjeno Zemlji in ustvarjanju božanstev, a še ni obnovljeno. Prvotni tempelj je bil uničen in le delno ga je obnovila Hačepsut, čeprav so drugi faraoni gradili okoli njega, da bi spremenili usmerjenost svetega prostora. Velik del materiala je bil uporabljen v drugih stavbah.
Ključna razlika med Karnakom in večino drugih templjev in mest v Egiptu je obdobje, v katerem se je razvil in uporabljal. Gradnja templjev se je začela v srednjem kraljestvu in nadaljevala do ptolemajskega obdobja. Približno 30 faraonov je gradilo stavbe, zato je Karnak tako mogočen, velik in raznolik kot nikjer drugje. Nekatere značilnosti so enkratne, velikost in število stavb sta prepričljiva. Tu so zgodnja božanstva in tista, ki so jih častili mnogo kasneje v zgodovini antične egiptovske kulture. Tu je bil tudi kasneje uničen zgodnji tempelj Amenhotepa IV. (Ehnaton), faraona, ki je kasneje častil monoteistično religijo in premaknil svoj dvor in versko središče proč od Teb, a je bil uničen. Tu so dokazi o prilagajanju stavb starih Egipčanov kasnejšim kulturam za verske namene.
Zelo znana je hipostilna dvorana s 134 masivnimi stebri, razporejenimi v 16 vrst na Amon-Rajevem območju, velikem 5000 m². 122 je 10 metrov visokih, drugih 12 pa 21 metrov s premerom več kot tri metre.
Arhitravi na vrhu stebrov so tehtali približno 70 ton. Morda so jih dvignili s pomočjo vzvodov. To bi bilo zelo zamudno in bi bilo potrebno veliko ravnotežje na velikih višinah. Po drugi teoriji so jih namestili s pomočjo velikih klančin, izdelanih iz peska, blata, opeke ali kamna in potem vlekli do mesta.
En steber je nedokončan in kaže, kako bi ga lahko končali.  Končno klesanje po bobnu je bilo narejeno po postavitvi, tako da se ne bi poškodovalo. Bilo je več poskusov izvedbe s starodavno tehnologijo na drugih lokacijah.
Leta 2009 je UCLA izdelala spletno stran, posvečeno virtualni resničnosti digitalnih rekonstrukcij kompleksa v Karnaku in drugim virom. 

### Evropsko vedenje o Karnaku
Natančna umestitev Teb v srednjeveški Evropi ni bila znana, čeprav sta Herodot in Strabon navedla točno lokacijo in kako dolgo je treba potovati do tistega konca Nila, da bi jih dosegli. Zemljevidi Egipta, ki so temeljili na delu Klavdija Ptolemaja iz 2. stoletja Geografija, so krožili v Evropi od poznega 14. stoletja dalje, vsi pa prikazujejo lokacijo Teb (Diospolis). Kljub temu je več evropskih avtorjev 15. in 16. stoletja, ki so obiskali samo Spodnji Egipt in objavili podatke, kot sta Joos van Ghistele ali André Thevet, mislilo, da so Tebe v Memfisu ali blizu njega.
Tempeljski kompleks Karnak je prvi opisal neznani Benečan leta 1589, čeprav ga ne imenuje. Ta opis, shranjen v Osrednji narodni knjižnici v Firenzah, je prva znana evropska omemba od antičnih grških in rimskih pisateljev dalje o celi vrsti spomenikov v Zgornjem Egiptu in Nubiji, vključno Karnak, tempelj v Luksorju, Memnonova kolosa, Esna, Edfu, Kom Ombo, File in drugi.
Karnak, ime vasi in ime kompleksa, sta prva potrdila leta 1668 dva kapucinska misijonska brata Protais in Charles François d'Orléans, ki sta potovala po tem območju. Protaisovo pisanje o potovanjih je objavil Melchisédech Thevenot (Relations de divers voyages curieux, izdaja 1670−1696) in Johann Michael Vansleb (The Present State of Egypt, 1678).
Prvo risbo Karnaka je mogoče najti v potovalnem opisu Paula Lucasa iz leta 1704, (Voyage du Sieur paul Lucas au Levant). Je precej nenatančna in precej zmedena z današnjega vidika. Lucas je odpotoval v Egipt med letoma 1699 in 1703. Risba prikazuje mešanico Amon-Rajevega in Montujevega območja, ki temelji na zapleteni omembi treh ogromnih Ptolemajskih vrat in poti Ptolemaja III. Evergeta/Ptolemaja IV. Filofaterja in masivnih 113 m dolgih, 43 m visokih in 15 m debelih prvih pilonov na Amon-Rajevem območju.
Karnak so obiskali in opisali zaporedoma Claude Sicard in njegovi sopotniki Pierre Laurent Pincia (1718 in 1720−1721), Granger (1731), Frederick Louis Norden (1737−1738), Richard Pocock (1738), James Bruce (1769) Charles-Nicolas-de Manon Sigisbert Sonnini de Manoncourt (1777), William George Browne (1792−1793) in na koncu številni znanstveniki Napoleonove odprave, vključno Vivant Denon med 1798 in 1799. Claude-Étienne Savary opisuje kompleks precej podrobno v svojem delu iz leta 1785, še posebej z vidika izmišljene pripovedi o potovanju poti v Zgornjem Egiptu, ki je sestavljena iz podatkov drugih popotnikov. Savary je obiskal Spodnji Egipt leta 1777/78 in objavil o tem delo.

## Zgodovina
Zgodovina kompleksa Karnak je v glavnem zgodovina Teb in njene spreminjajoče se vloge v kulturi. Verska središča so se razlikovala po regijah in se z vzpostavitvijo trenutnega glavnega mesta enotne kulture večkrat spremenila. Mesto Tebe niso imele velikega pomena pred 11. dinastijo.  Templji so bili sorazmerno majhni, svetišča namenjena zgodnjim božanstvom iz Teb, boginji zemlje Mut in Montuju. Zgodnje stavbe so zavojevalci tudi uničili. Najzgodnejši znan artefakt, ki so ga našli na območju templja, je majhen, osemkotni tempelj iz 11. dinastije, ki omenja Amon-Raja. Amon (včasih imenovan Amen) je bil lokalno zaščitniško božanstvo Teb. Označen je bil z ovco in gosjo. Egipčanski pomen Amona je "skrit" ali "skriti bog". 
Glavna gradbena dela na Amon-Rajevem območju so potekala v obdobju 18. dinastije, ko so Tebe postale glavno mesto združenega starega Egipta.
Tutmozis I. je prikazan na steni, ki povezuje četrti in peti steber, ki sestavljata najzgodnejši del templja in situ. Gradnjo hipostilne dvorane so začeli v 18. dinastiji, večino nove stavbe pa sta prispevala Seti I. in Ramzes II.
Skoraj vsak faraon je tempeljskemu mestu kaj dodal. Merneptah se spominja zmage nad pomorskimi ljudstvi na stenah prvega dvorišča (Cachette) na začetku procesijske poti v tempelj v Luksorju.
Hačepsutine spomenike, zgrajene in tudi obnovljene na Mutinem območju, na območju velike starodavne boginje Egipta, so opustošili tuji vladarji ob zasedbi Hiksov. Obeliska dvojčka, takrat najvišja na svetu, sta bila postavljena na vhodu v tempelj. Eden še stoji kot najvišji ohranjeni antični obelisk na Zemlji, drugi je bil razdeljen na dva dela in zrušen. Še en njen projekt stoji na kraju samem, Rdeča kapela ali Chapelle Rouge, ki je spominjala na ladjo in naj bi prvotno stala med dvema obeliskoma. Kasneje je ukazala zgraditi še dva obeliska v čast praznovanja svojega šestnajstletnega vladanja; eden od obeliskov se je zlomil med gradnjo in ga je zamenjal tretji. Zlomljen obelisk je še zdaj v kamnolomu v Asuanu. Nedokončan obelisk kaže, kako so jih izdelovali.
Zadnja večja sprememba tlorisa Amon-Rajevega območja je dodajanje prvega pilona in masivne stene, ki obkroža celotno območje, oboje je prispeval Nektaneb I.
Leta 323 je Konstantin Veliki priznal krščansko vero in leta 356 je Konstancij II. odredil zaprtje poganskih templjev v celotnem imperiju. V Karnaku, ki je bil v tem času večinoma zapuščen, so znotraj ruševin uredili krščansko cerkev, najbolj znan primer tega je ponovna uporaba osrednje dvorane Tutmozisa III. (Akh-menu), kar je  mogoče videti iz pobarvanega okrasja svetnikov in koptskih napisov.

## Glavni deli

### Amon-Rajevo območje
To je največje območje v tempeljskem kompleksu in je namenjeno Amon-Raju, glavnemu božanstvu tebanske triade. Tukaj je veliki tempelj Amon-Raja, tempelj boga Honsuja, svetišče Ramzesa III., tempelj Ipet, majhno svetišče Ptaja in tempelj Amenhotepa II.
Tukaj je več sijajnih kipov, tudi 10,5 metra velik kip Pinedjema I. Peščenjak za ta tempelj, vključno z vsemi stebri, je bil pripeljan s hribov Gebel Silsila (Veriga gora), ki so 161 km južno ob reki Nil.  Tukaj je tudi eden največjih obeliskov, ki tehta 328 ton in je visok 29 metrov. 

### Mutino območje
Je približno 350 m južno od novejšega kompleksa Amon-Raja. Območje okoli 250 x 350 metrov je posvečeno boginji materi Mut, ženi Amon-Raja v osemnajsti dinastiji tebanske triade. Območje ima nekaj manjših templjev, povezanih z njo, in svoje sveto jezero, zgrajeno v obliki polmeseca. Ta tempelj je bil leta 1840 opustošen, veliko materiala je bilo uporabljeno pri drugih strukturah zunaj kompleksa. Ni odprt za javnost. Šeststo črnih granitnih kipov so našli na dvorišču tega templja. Verjetno je najstarejši del kompleksa.
Vhodni pilon je bil zgrajen pod Setijem II. Pred njim sta bila dva stebra, ki sta nosila senco strehe, zgrajena v času faraona Taharka. Na dvorišču za prvim pilonom je portik iz  štirih stebrov na obeh straneh središčne osi. Skozi vrata drugega pilona je slavnostno dvorišče, tukaj se stebrišče nadaljuje na obeh straneh s petimi stebri. Na obeh dvoriščih so bili nekoč sedeči kipi boginje Sekmet. Za slavnostnim dvoriščem je hipostilna dvorana, katere strop je bil podprt z osmimi stebri. Za tem je bilo svetišče. Svetišče je bilo obdano z več sosednjimi prostori in dostopno skozi stebrišče. Svetišče templja je imelo tri kultne niše s kipi. Proti zadnji steni templja je bil zgrajen tempelj Ptolemaja II.
Poleg tega templja sta na območju še tako imenovana tempelj A, zgrajen med 18. in 22. dinastijo, in tempelj C, zgrajen pod 20. dinastijo.
Tempelj Kamutef je zgradila Hačepsut severovzhodno pred obzidjem Mutinega templja s 330 metrov dolgo avenijo sfing s 66 sfingami na obeh straneh. Zgradba je bila velika približno 38,5 x 48,5 m, obdana z opečnim zidom, ki je imel odprtino v pilonu na aveniji sfing.  Tutmozis III. je kasneje poskušal vse znake prvotnega graditelja izbrisati, vendar se iz reliefov lahko prepozna, da je bila graditeljica Hačepsut.

### Montujevo območje
Ta del območja, ki je posvečen Montuju, sinu Mut in Amon-Raja, bogu vojne tebanske triade, je severno od Amon-Rajevega kompleksa in je precej manjši (151 x 155 m) in ni odprt za javnost.
Zidovje je iz časa Nektaneba I., dejanski tempelj je zgradil Amenhotep III. Poleg Montujevega templja sta še templja boginje Maat in Harpare, ki ju je postavil faraon Taharka, in zakladnica zunaj oboda, Tutmozisa I. Montujev tempelj se odpira v smeri približno pet kilometrov oddaljenega kultnega kraja Madamud. Vhod v tempelj vodi skozi drevored 30 sfing na obeh straneh poti.

### Tempelj Amenhotepa IV.
Tempelj je postavil Ehnaton (Amenhotep IV.) in je vzhodno od glavnega kompleksa, zunaj zidov  Amon-Rajevega območja. Uničen je bil takoj po smrti svojega graditelja, ki je skušal premagati močno duhovščino, da bi pridobil nadzor nad Egiptom. Bil je tako temeljito porušen, da njegov celotni obseg in razporeditev nista znana. Duhovščina tega templja je dobila svoj močan položaj takoj, ko je umrl Ehnaton, in uničili številne zapise o njegovem obstoju.

## Galerija
- Sveto jezero na Amon-Rajevem območju
- Pogled na prvi pilon  Amon-Rajevega templja v Karnaku
- Kipi ovna v Karnaku
- Hipostilna dvorana Amon-Raja iz leta 1838; tonirana litografija slikarja Davida Robertsa in Louisa Hahgeja, 1806–1885
- Skarabej
- Egipt − Karnak. Vrata in pilon, Brooklynski muzej
- Egipt − Karnak. Veliki kip, Goodyearjeva zbirka, Brooklynski muzej